# Agnus (stolica tytularna)
Agnus (łac. Dioecesis Agnusiensis) – stolica historycznej diecezji w Cesarstwie Rzymskim (prowincja Aegyptus), współcześnie w Egipcie. Od XVIII wieku katolickie biskupstwo tytularne (wakujące od 1963). 

## Biskupi tytularni
| Lp. | Biskup                  | Funkcja                                                                             | Od               | Do                |
| --- | ----------------------- | ----------------------------------------------------------------------------------- | ---------------- | ----------------- |
| 1   | György Blazsovszky OSBM | bizantyjsko-rusiński wikariusz apostolski Mukaczewa (Rzeczpospolita Obojga Narodów) | 12 września 1738 | 20 grudnia 1942   |
| 2   | Richard Patrick Smith   | wikariusz apostolski Trynidadu (Trynidad i Tobago)                                  | 21 lutego 1837   | 28 maja 1845      |
| 3   | Thomas John Feeney SJ   | wikariusz apostolski Karolinów i Wysp Marshalla (Powiernicze Wyspy Pacyfiku)        | 28 maja 1951     | 9 września 1955   |
| 4   | Paul Nguyên Van Binh    | wikariusz apostolski Cần Thơ (Wietnam)                                              | 20 września 1955 | 24 listopada 1960 |
| 5   | Michel-Louis Vial       | biskup koadiutor Nevers (Francja)                                                   | 8 lutego 1961    | 17 grudnia 1963   |